# Hymenoscyphus phascoides
Hymenoscyphus phascoides är en svampart som först beskrevs av Christiaan Hendrik Persoon, och fick sitt nu gällande namn av Elias Fries. Hymenoscyphus phascoides ingår i släktet Hymenoscyphus och familjen Helotiaceae.   Inga underarter finns listade i Catalogue of Life.
I den svenska databasen Dyntaxa används istället namnet Calycina phascoides för samma taxon.  Arten är reproducerande i Sverige.